# 日本のうた
日本のうた（にほんのうた）はエフエム東京で1973年4月2日から1989年9月29日まで放送されたラジオ番組。

## 概要
- 番組開始当初は「昼のファインミュージック 第3部 日本の歌」としての放送、のちに独立番組となる。
- 童謡・演歌などの懐メロを中心に流していた。

## 出演者
- 藤川彗子(番組開始～)
- 日比野陽子
- 武藤礼子(1982年4月1日～番組終了)

## ネット局
- エフエム愛媛(13:00-13:30)[2] 1982年開局時に放送。
- FM静岡(13:30- 14:00)[3] ※1983年開局時に放送。